# Søren Holdgaard
Søren Holdgaard (ur. 30 stycznia 1979 w Horsens) – duński piłkarz grający na pozycji obrońcy. Rozegrał 74 spotkania w pierwszej lidze duńskiej.